# A New Day Has Come
A New Day has Come er et studiealbum indspillet af den canadiske sangerinde Celine Dion. Albummet er udgivet på Sony Music Entertainment den 22. marts 2002. 
Albummet blev en betydelige kommerciel succes for Celine Dion, og albummet blev tildelt flere gange platin i adskillige lande. 

## Trackliste
| Nr. | Titel                                      | Writer(s)                                                                 | Producer(s)                                                   | Længde |
| --- | ------------------------------------------ | ------------------------------------------------------------------------- | ------------------------------------------------------------- | ------ |
| 1.  | "I'm Alive"                                | Kristian Lundin, Andreas Carlsson                                         | Lundin, Ric Wake, Richie Jones                                | 3:30   |
| 2.  | "Right in Front of You"                    | Steve Morales, Sheppard Solomon, Kara DioGuardi, David Siegel             | Morales                                                       | 4:13   |
| 3.  | "Have You Ever Been in Love"               | Anders Bagge, Peer Åström, Tom Nichols, Daryl Hall, Laila Bagge           | Bagge, Åström                                                 | 4:08   |
| 4.  | "Rain, Tax (It's Inevitable)"              | Terry Britten, Charlie Dore                                               | Christopher Neil                                              | 3:25   |
| 5.  | "A New Day Has Come" (Radio Remix)         | Aldo Nova, Stephan Moccio                                                 | Wake, Walter Afanasieff, Nova, Jones, Christian B., Marc Dold | 4:23   |
| 6.  | "Ten Days"                                 | Nova, Maxime Le Forestier, Gérald de Palmas                               | Palmas                                                        | 3:37   |
| 7.  | "Goodbye's (The Saddest Word)"             | Robert John "Mutt" Lange                                                  | Lange                                                         | 5:19   |
| 8.  | "Prayer"                                   | Corey Hart                                                                | Afanasieff                                                    | 5:34   |
| 9.  | "I Surrender"                              | Louis Biancaniello, Sam Watters                                           | Simon Franglen                                                | 4:47   |
| 10. | "At Last"                                  | Mack Gordon, Harry Warren                                                 | Humberto Gatica, Guy Roche                                    | 4:17   |
| 11. | "Super Love" (International versions only) | Roche, Shelly Peiken                                                      | Roche                                                         | 4:16   |
| 12. | "Sorry for Love"                           | DioGuardi, Bagge, Åström, Arnthor Birgisson                               | Bagge, Åström, Birgisson                                      | 4:10   |
| 13. | "Aun Existe Amor"                          | Riccardo Cocciante, Ignacio Ballesteros-Diaz                              | Gatica, Vito Luprano                                          | 3:52   |
| 14. | "The Greatest Reward"                      | Pascal Obispo, Carlsson, Jörgen Elofsson, Lionel Florence, Patrice Guirao | Lundin, Carlsson                                              | 3:28   |
| 15. | "When the Wrong One Loves You Right"       | Martin Briley, Francis Galluccio, Marjorie Maye                           | Wake, Jones                                                   | 3:48   |
| 16. | "A New Day Has Come"                       | Nova, Moccio                                                              | Afanasieff, Nova                                              | 5:42   |
| 17. | "Nature Boy"                               | eden ahbez                                                                | Afanasieff                                                    | 3:45   |

## Eksterne links
- Omtale på allmusic.com Arkiveret 8. december 2015 hos  Wayback Machine